# Saujet el-Arjan
Koordinaten: 29° 56′ N, 31° 10′ O
Saujet el-Arjan (auch Zaujet el-Arjan; arabisch زاوية العريان, DMG Zāwiyat al-ʿAryān) ist eine altägyptische Nekropole und Ausgrabungsstätte, die etwa acht Kilometer südwestlich von Gizeh liegt. Sie gehört seit 1979 als Teil der Stätte Memphis und seine Nekropole – die Pyramidenfelder von Gizeh bis Dahschur zum UNESCO-Welterbe. Seit 1960 ist Saujet el-Arjan militärisches Sperrgebiet, was neuere Forschungen bis auf weiteres unmöglich macht. Heute ist das Areal weitgehend mit zahlreichen Gebäuden überbaut, lediglich die Ausschachtung des Unterbaus einer Pyramide ist auf Satellitenbildern noch als Grube erkennbar. Von der Stufenpyramide des Chaba steht noch die unterste Stufe.
In Saujet el-Arjan liegen die Ruinen mehrerer Pyramiden und Mastabas. Am bekanntesten sind die Pyramiden der Könige (Pharaonen) Bicheris (Baka) und Chaba. Nahe an der Chaba-Pyramide liegt die Mastaba Z500, in der mehrere Gefäße aus Diorit sowie Tonsiegel mit dem Namen des Chaba entdeckt wurden. Einige Ägyptologen glauben, dass Chaba eher in dieser Mastaba bestattet wurde und die Pyramide von einem Vorgänger stammt.
Erste vollständige Katalogisierungen in Saujet el-Arjan erfolgten zwischen 1842 und 1846 durch die Lepsius-Expedition. Die erste Beschreibung der Chaba-Pyramide fand im Jahre 1839 durch John Shae Perring statt. Ebenso erwähnte Karl Richard Lepsius die Pyramide in seinen Berichten und wies ihr die Nummer XIV in seiner Pyramidenliste zu.
Die Baka-Pyramide wurde zwischen 1905 und 1912 von Alexandre Barsanti ausgegraben. In den Jahren 1910 bis 1911 grub hier eine amerikanische Expedition, die erst 1978 voll publiziert wurde. Weitere Forschungen endeten mit Barsantis Tod im Jahr 1917. Eine letzte Freilegung erfolgte 1954.
Neben den Pyramiden befindet sich auch ein größerer Friedhof mit meist einfachen Bestattungen. Etwa 300 Gräber wurde bei Ausgrabungen der amerikanischem Expedition freigelegt.  Ein Großteil der Bestattungen datiert in die 1. bis 3. Dynastie, weitere Gräber gehören in das Neue Reich und einige wenige Bestattungen in die römische Zeit. In Grab Z 2 fand sich ein Gefäß mit dem Namen von König Hor-aha. In Grab Z 401 kam ein Gefäßfragment mit dem Namen des Königs Narmer zu Tage.

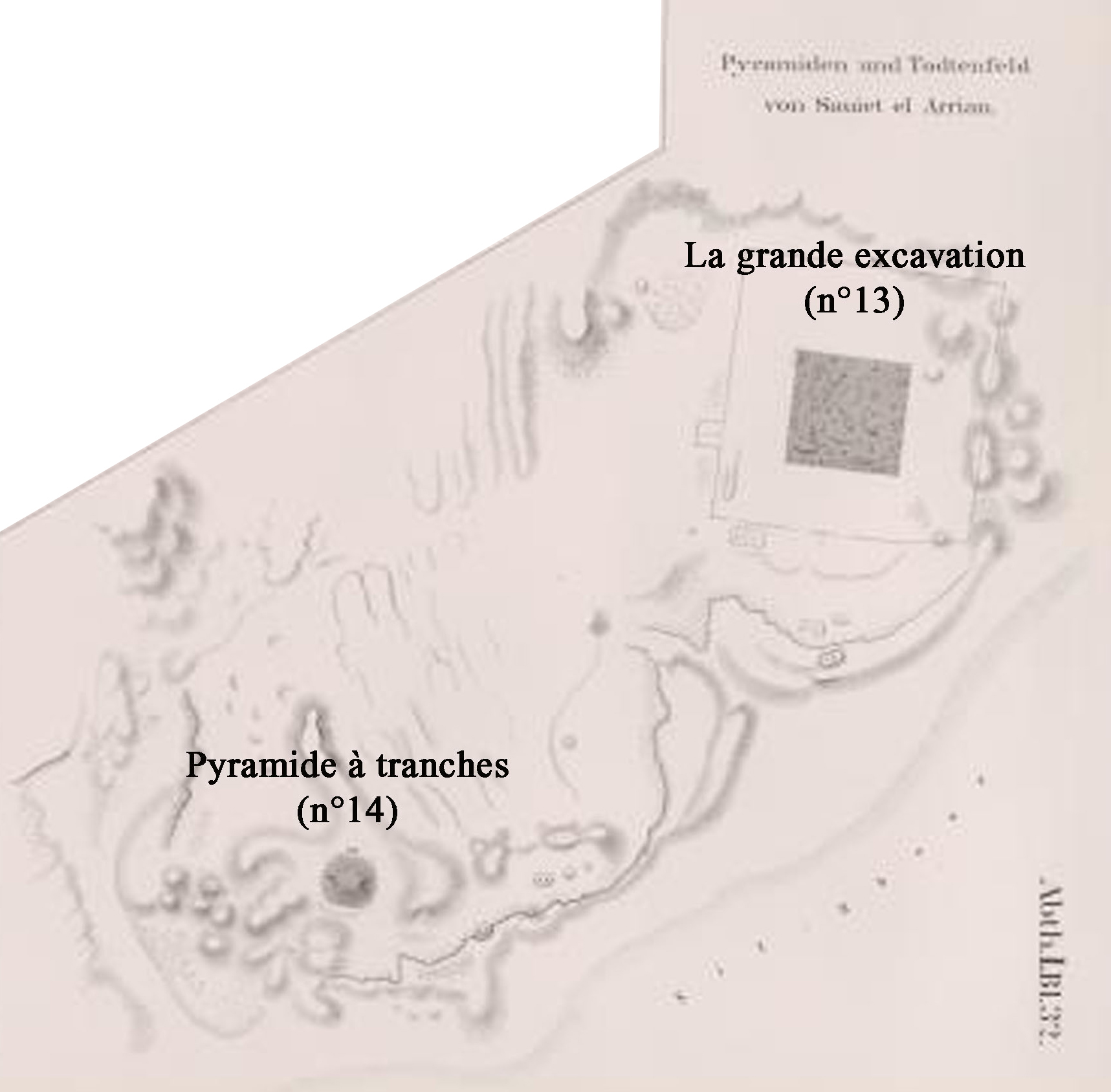
Saujet El-Arjan auf einer Karte der Lepsius-Expedition
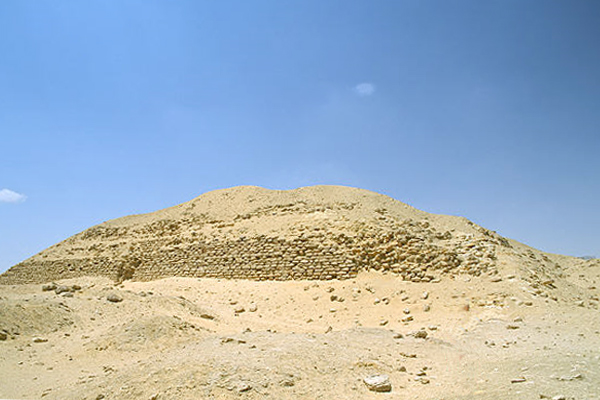
Chaba-Pyramide
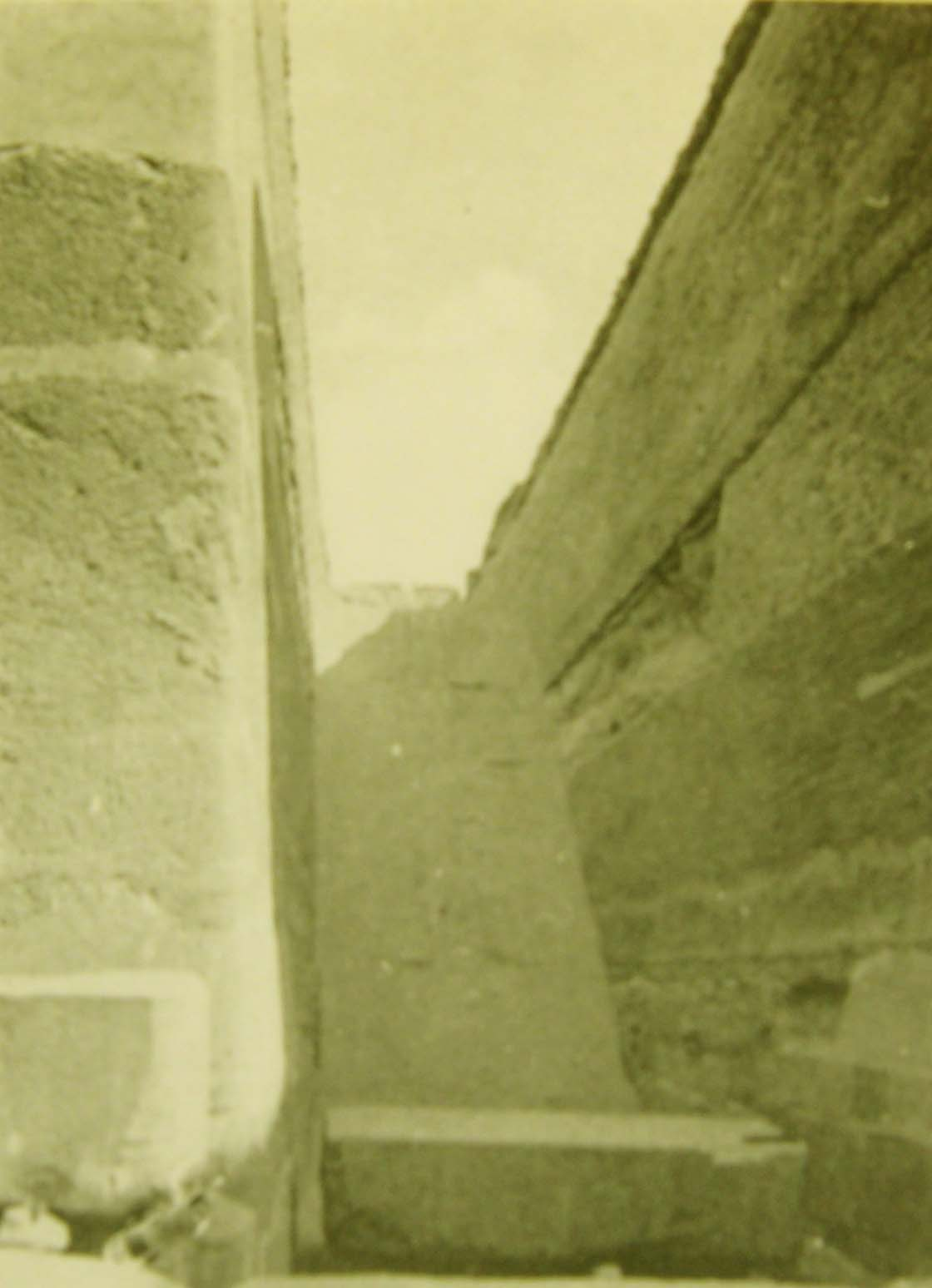
Ausschachtung der Baka-Pyramide
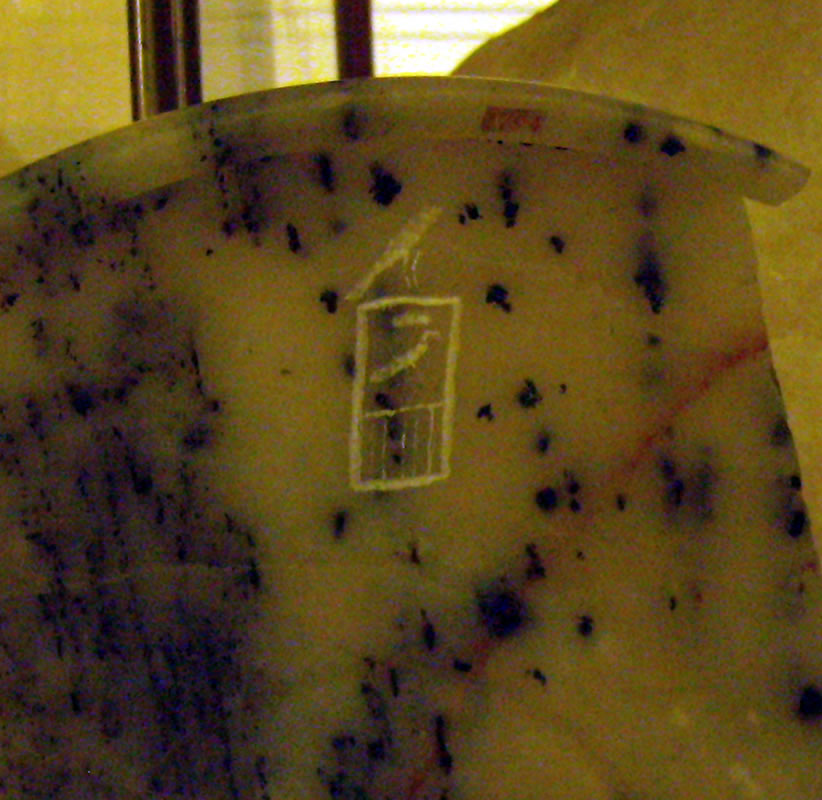
Steinschüssel des Chaba (Fundort unbekannt)